# Oscar Meyer (Politiker, 1876)
Oscar Meyer (* 18. Dezember 1876 in Berlin; † 1. Januar 1961 in Oakland) war ein deutscher Jurist, Wirtschaftsfunktionär und ein führender linksliberaler Politiker während der Weimarer Republik.

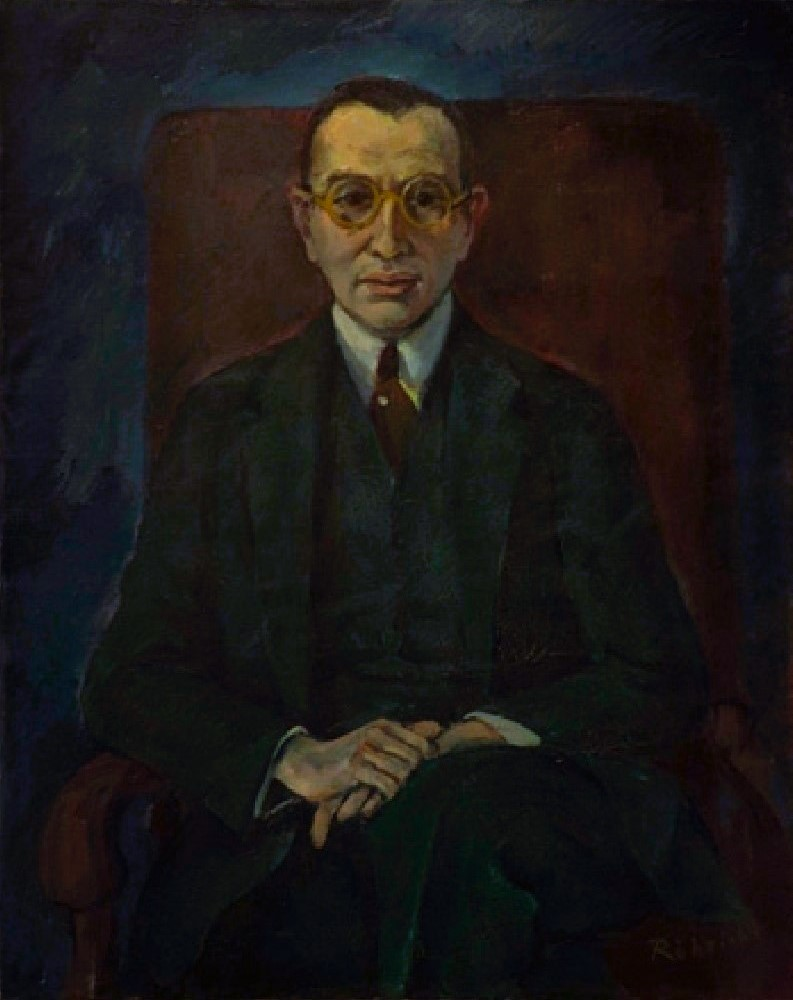
Porträt von Wolf Röhricht, 1925

## Leben
Der Sohn des Unternehmers Hermann Meyer und der Clara, geb. Levy, besuchte von 1885 bis 1894 das Maria-Magdalenen-Gymnasium in Breslau. Nach dem Abitur studierte er von 1894 bis 1898 Rechtswissenschaften in Breslau, in Freiburg und in Berlin. Nach den üblichen juristischen Ausbildungsstufen und der Promotion 1891 wurde er 1904 Mitarbeiter der Handelskammer in Berlin. Zwischen 1905 und 1933 war er Syndikus dieser Institution. Außerdem war er Mitglied des Beamtenausschusses der Kammer sowie Syndikus des Vereins der Brauereien für Berlin und Umgebung.
Oscar Meyer gehörte der Freisinnigen Volkspartei bzw. der Fortschrittlichen Volkspartei an und war seit 1908 Mitglied der Stadtverordnetenversammlung Charlottenburg. Er war Leiter des freisinnigen Bezirksvereins und des Wahlvereins für Charlottenburg und Umgebung. Außerdem war er Gründer des liberalen Jugendvereins „Eugen Richter“. Zwischen 1915 und 1918 war Meyer Mitglied des Preußischen Abgeordnetenhauses. Während der Weimarer Republik gehörte Meyer neben seiner Tätigkeit bei der Handelskammer auch den Aufsichtsräten von Mendelsohn & Co., der Amsterdamer Bank, der Gebrüder Simon AG sowie der Braunkohle AG an. Bis 1933 war Meyer auch Mitglied im Berliner Börsenvorstand.
Meyer gehörte der Berliner Stadtverordnetenversammlung an und war 1925 stellvertretender Stadtverordnetenvorsteher. Außerdem gehörte er der Charlottenburger Bezirksverordnetenversammlung an. Zwischen 1919 und 1921 war Meyer für die Deutsche Demokratische Partei Mitglied der preußischen verfassungsgebenden Landesversammlung. In dieser Zeit war er außerdem „parlamentarischer“ Unterstaatssekretär und später Staatssekretär im preußischen Innenministerium. Von 1924 bis 1932 war Meyer Mitglied des Reichstages für die DDP beziehungsweise nach deren Umbenennung der Deutschen Staatspartei. Das Amt des geschäftsführenden Vorsitzenden der Reichstagsfraktion übte er von 1929 bis 1930 aus. Neben seinen parteipolitischen Funktionen gehörte Meyer dem Reichsbanner Schwarz-Rot-Gold und dem Demokratischen Club von Berlin an.
Nach dem Beginn der nationalsozialistischen Herrschaft emigrierte der aus jüdischer Familie stammende, aber evangelisch getaufte Oscar Meyer zunächst nach Amsterdam, danach nach Zürich. Im Jahr 1939 ging er nach Großbritannien und 1940 nach Kolumbien und von dort in die USA. Dort war Meyer Vorsitzender des „Berkeleyer Juristenkreises“.
Neben seinen beruflichen und politischen Tätigkeiten war Meyer seit der Zeit des Kaiserreichs als Autor tätig. Von ihm stammt unter anderem ein immer wieder neu aufgelegter Kommentar zum Börsengesetz. Außerdem verfasste er eine Autobiographie unter dem Titel Von Bismarck bis Hitler.

## Ehrungen
- 1956: Großes Verdienstkreuz mit Stern der Bundesrepublik Deutschland

## Schriften
- Börsengesetz nebst Ausführungsbestimmungen vom 22. Juni 1896 / 8. Mai 1908. 3., völlig neu bearb. Aufl. der vormals hrsg. von Th. Hemptenmacher. Berlin 1915.
- Von Bismarck zu Hitler. Erinnerungen und Betrachtungen. New York 1944, 2. Aufl. 1948.